# Денисенко, Алексей Алексеевич
Алексе́й Алексе́евич Денисе́нко (род. 30 августа 1993, Батайск) — российский тхэквондист. Серебряный призёр Олимпийских игр 2016 года, бронзовый призёр Игр 2012 года, серебряный призёр чемпионата мира 2015 года, чемпион России, серебряный призёр чемпионата Европы 2014 года, призёр международных рейтинговых турниров G-1. В 2015 году завоевал бронзу на I Европейских играх в Баку. Заслуженный мастер спорта России (2012). Депутат Батайской городской Думы (с 2024).

## Биография
Родился в 1993 году в Батайске. Там же в 8 лет начал заниматься в секции тхэквондо, куда привёл его отец. Первым тренером молодого спортсмена стал Александр Шин.

## Награды
- Медаль ордена «За заслуги перед Отечеством» I степени (25 августа 2016 года) — за высокие спортивные достижения на Играх XXXI Олимпиады 2016 года в городе Рио-де-Жанейро (Бразилия), проявленные волю к победе и целеутремленность[2].
- Медаль ордена «За заслуги перед Отечеством» II степени (13 августа 2012 года) — за большой вклад в развитие физической культуры и спорта, высокие спортивные достижения на Играх XXX Олимпиады 2012 года в городе Лондоне (Великобритания)[3].
- Заслуженный мастер спорта России (20 августа 2012 года)[4].

## Личная жизнь
- В декабре 2016 года женился на российской тхэквондистке Анастасии Барышниковой[5]. Сыновья — Богдан (22.02.2018) и Алексей (18.02.2020)[6], живут в Батайске Ростовской области[7].
- По национальности — цыган[8].